# Wolfgang Bartels
Wolfgang Bartels (n. 14 iulie 1940, Bischofswiesen, Bavaria, Germania – d. 6 februarie 2007, Ramsau bei Berchtesgaden, Bavaria, Germania) a fost un schior alpin german, medaliat olimpic. A participat la o ediție a Jocurilor Olimpice (1964) în care a câștigat o medalie de bronz.

## Participări
Lista de mai jos prezintă principalele competiții la care a participat Wolfgang Bartels de-a lungul carierei.
- alpine skiing at the 1964 Winter Olympics – men's downhill[*]